# 流星雨
流星雨（りゅうせいう）とは、流星の単位時間当たりの出現数が非常に多く、天球上に降り注ぐ雨のように見える現象のこと。星雨（せいう）とも。中国・日本の古文書などに古くから記録があり、貴族の日記等に「流星多く飛ぶ」の意で記載されているものもある。
古い文献に現れる流星雨については必ずしも正体がはっきりしないものもあるが、近年に現れる流星雨は、しし座流星群、アンドロメダ座流星群、ジャコビニ流星群、ほうおう座流星群等、特定の流星群が普段より活発化した現象である事が判っている。従って流星雨は、決まって放射点（輻射点）を持ち、天球上を放射状に流れる。過去の画家の絵に流星雨を描いた物があるが、これらの絵も放射点から放射状に流星が流れる事実を裏付けている。
流星雨はその流星群の放射点が夜間に天頂近くに上る、地球上の特定の地域でしか見えない。現象はおおむね6時間以内に終わる事が多く、通常はこれよりかなり短い。よって、ある特定の場所で流星雨が見られるのはかなり稀である。例えば日本では、1992年にペルセウス座流星群の大出現が見えた沖縄地方と2001年11月19日明け方のしし座流星群の流星雨の前は、1862年のペルセウス座流星群の流星雨まで遡らなければならない。このように、ある地点で観測できる流星雨現象は、典型的には「世紀の出現」という呼称がふさわしいほど頻度が低い。

## 流星雨の定義
古くは流星群と流星雨とが混同して紹介される例があったが、最近になって流星雨現象の理論研究が進み、そしてそれを更に進める為、流星群の普通の出現を記録したような古文書の記載は流星雨の例から除外されるべきだと考えられている。
また特定の流星群が、いわゆる三大流星群（ペルセウス、ふたご、しぶんぎ）の通常の出現レベルになっても、そのレベルの出現では慣習上、流星雨には含めない。流星群が三大流星群のピーク時刻並の1時間当り100個を少し超える程度の出現を見せた場合、およびそれ以上でも1000個に達しない場合には、その流星群は「大出現した」と表現されるようになってきている。
また、流星雨として以前は一つに分類されていた現象について、古文書の記述を詳細に調査し、流星雨（レイン）と流星嵐（ストーム）の二つに再分類する研究もある。更に、流星雨は三大流星群の平年のピーク時出現数と桁が違う規模の現象を指す、とあらわに定義し、「1時間に1,000個以上の群流星が観測され、流星雨になると予想される」等と表現する試みもある。

## 文化

### 音楽
- 「流星雨」 - face to aceの楽曲（作詞・作曲：ACE）
- 「流星雨」 - F4の楽曲（作詞・作曲:平井堅）